# Panama (California)
Panama, precedentemente chiamata Rio Bravo dal nome spagnolo del fiume Kern, Rio Bravo de San Felipe, è un'area non incorporata della contea di Kern, in California. È situata a 8 miglia (13 km) a sud-sud-ovest di Bakersfield, ad un'altitudine di 351 piedi (107 m) nella valle di San Joaquin.
Un ufficio postale era in funzione a Panama dal 1874 al 1876.